# 久実の長いつきあい
『久実の長いつきあい』（くみのながいつきあい）は、TBSラジオ・HBCラジオ（北海道放送）・ABCラジオ（朝日放送）で放送されていたラジオ番組。

## 概要
前番組「エミ子の長いつきあい」のパーソナリティであった中山恵美子の結婚により芸能界引退に伴う後番組として放送開始。
テーマ曲は前番組のテーマ曲だった「長いつきあい」のインスト版。
前番組同様企画ネット番組であるが、TBSラジオ版には「一機と久実の長いつきあい」のタイトルで同局の番組『るんるんナイト コサラビワオ!』のパーソナリティでコメディアンの小堺一機が起用され、HBCラジオ版及びABCラジオ版は杉本るみとの共演により「るみと久実の長いつきあい」として放送。この両者に共通して出演していた大友久実は、当時大妻女子大学短期大学部在学中の女子大生で、歌手デビューを目指してレッスン中であった。
「一機と久実の～」の方では二人の掛け合いによるコントのコーナーが行われており、ここでのコント、ギャグは全てリスナーからのはがきを基に作られていた。採用されると、コンサートやライブハウスへの招待券がそのはがきの送り主に贈られていた。

## 主なテーマ
- 異常な普通は普通の異常（月曜日）
- ？（火曜日）
- 久実の新発見（水曜日）
- ？（木曜日）
- ？（金曜日）

## 放送時間
- TBSラジオ：『一機と久実の長いつきあい』毎週月曜日～金曜日 21:40～21:49[2]→21:50～21:59
  - 当時の夜ワイド番組『るんるんナイト ワオ!』→『エド山口のまんてんワイド』に内包。
- 北海道放送：『るみと久実の長いつきあい』毎週月曜日～金曜日 22:00～22:10[2]
- 朝日放送：『るみと久実の長いつきあい』毎週月曜日～金曜日 21時台[2]
  - 当時の夜ワイド番組『ABC星空ワイド』に内包。